# William J. Scott
William J. Scott (* 11. November 1926; † 22. Juni 1986 in Palos Heights, Chicago) war ein amerikanischer Politiker der Republikaner.
Der Mitschüler Richard B. Ogilvies startete früh in die Politik und wurde zunächst State Treasurer von Illinois 1963–1967. Danach war er von 1969 bis 1980 Generalstaatsanwalt des Bundesstaats (Illinois Attorney General).
In diesem Amt machte er sich gegen Umweltverschmutzung und die Mafia von Chicago verdient.
Während des Wahlkampfs zum US-Senat 1982 kam heraus, dass er 1972 Steuern hinterzogen hatte, was seine Karriere beendete.